# Cymopterus davidsonii
Cymopterus davidsonii är en flockblommig växtart som först beskrevs av John Merle Coulter och Joseph Nelson Rose, och fick sitt nu gällande namn av Ronald Lee Hartman. Cymopterus davidsonii ingår i släktet Cymopterus och familjen flockblommiga växter. Inga underarter finns listade i Catalogue of Life.